# Oli de pota de bou
Oli de pota de bou és l'oli obtingut deixant reposar la decocció aquosa dels peus de bou separats de la seva peülla, retirant el líquid que sobrenada i abocant-ho en grans dipòsits on es depura deixant-lo en repòs. Aquest oli ha servit per greixar les rodes de les màquines delicades, especialment en rellotgeria, així com els cuirs dels arnesos. També s'ha emprat contra la tisi en comptes de l'oli de fetge de bacallà.